# Lucas Matías Licht
Lucas Matías Licht (* 6. April 1981 in Rosario) ist ein argentinischer Fußballspieler, der bei Gimnasia y Esgrima de La Plata in der argentinischen Primera División spielt. Er besitzt auch einen italienischen Pass.

## Spielerkarriere
Der Argentinier Lucas Licht stammt aus der Jugend des argentinischen Traditionsvereins Gimnasia y Esgrima de La Plata, für den er in den sechs Jahren zwischen 2000 und 2006 in 127 Spielen zum Einsatz kam und dabei acht Tore erzielte. In der Saison 2006/2007 wagte der Abwehrspieler den Schritt nach Europa und heuerte beim spanischen Erstligisten FC Getafe an. In seiner Premierensaison erreichte er gleich mit seiner Mannschaft das spanische Pokalfinale, unterlag mit seinem Team jedoch dem großen Favoriten FC Sevilla mit 0:1.
In der Saison 2007/2008 konnte sich Lucas Licht nach Anlaufschwierigkeiten in der Vorsaison einen Stammplatz beim FC Getafe erspielen und kam auch im UEFA Cup zum Einsatz, für den sich seine Mannschaft erstmals qualifizierte. In der Schlussphase der Saison 2008/09 verlor er seinen festen Platz im Team wieder. Zu Beginn der Spielzeit 2009/10 kam er nicht mehr zum Einsatz. Im Herbst 2009 löste er seinen Vertrag auf.
Anfang 2010 schloss sich Licht dem Racing Club aus Buenos Aires an. Zunächst kam er nur unregelmäßig zum Einsatz. In der Clausura 2011 avancierte er zum Stammspieler, bis zum Ende des Jahres stand er regelmäßig in der Anfangsformation. In der Clausura 2012 kam er nur noch selten zum Zuge. Mitte 2012 verließ er den Klub wieder und kehrte zu Gimnasia zurück. Der Verein spielte seinerzeit in der Primera B Nacional, schaffte im Jahr 2013 aber die Rückkehr in die Primera División.